# Palaquium oxleyanum
Palaquium oxleyanum là một loài thực vật có hoa trong họ Hồng xiêm. Loài này được Pierre mô tả khoa học đầu tiên năm 1885.